# Coliseo Rubén Rodríguez
Il Coliseo Rubén Rodríguez è una delle più grandi arene coperte di Porto Rico.
L'impianto è dedicato a Rubén Rodríguez (ex giocatore dei Vaqueros de Bayamón). È situato a Bayamón e può accogliere sino a 12 000 spettatori.